# IC 598
IC 598 ist eine linsenförmige Galaxie mit aktivem Galaxienkern vom Hubble-Typ S0/a im Sternbild Großer Bär am Nordsternhimmel. Sie ist rund 101 Millionen Lichtjahre von der Milchstraße entfernt und hat einen Durchmesser von etwa 40.000 Lichtjahren.
Das Objekt wurde am 27. März 1889 vom US-amerikanischen Astronomen Lewis Swift entdeckt.